# Sędzia Dredd (postać)
Sędzia Joseph Dredd – fikcyjna postać autorstwa Johna Wagnera i Carlosa Ezquerry, która zadebiutowała w 2. numerze brytyjskiego tygodnika 2000 AD. Jest to najdłużej występująca i najbardziej ikoniczna postać występująca w 2000 AD.
Sędzia Dredd jest funkcjonariuszem prawa z dystopijnej przyszłości w mieście Mega-City One, pokrywającym większość wschodniej części Ameryki Północnej. Jest tzw. ulicznym sędzią, który ma uprawnienia aresztowania, skazania i egzekucji kryminalistów.
W Wielkiej Brytanii, postać Dredda i jego imię są czasami przytaczane w dyskusjach nt. państwa policyjnego, autorytaryzmu i praworządności.
W 2011 roku, IGN umieścił Sędziego Dredda na 35. miejscu w liście 100 największych komiksowych postaci wszech czasów.
Sędzia Dredd zadebiutował na ekranie w 1995 roku w filmie Sędzia Dredd, gdzie zagrał go Sylvester Stallone. Następna ekranizacja, Dredd, stworzona została w 2012 roku, a w rolę sędziego Dredda wcielił się Karl Urban.

## Historia publikacji
Gdy wydawca komiksowy Pat Mills pracował na kształtem magazynu komiksowego 2000 AD w 1976 roku, wziął do pomocy znajomego scenarzystę, Johna Wagnera, w celu stworzenia postaci. Wagner napisał historię o twardym gliniarzu w stylu Brudnego Harry’ego i zasugerował, by bohater kierował się ekstremalną logiką. Mills stworzył pasek komiksu w stylu horroru pt. Judge Dread (na cześć pseudonimu scenicznego muzyka ska i reggae, Alexandra Minto Hughesa), zanim porzucił ideę jako nieprzystającą do nowego magazynu; jednak imię, zmodyfikowane na „Dredd” po sugestii współredaktora Kelvina Gosnella, zostało przyjęte przez Wagnera jako imię jego bohatera.
Za projekt postaci odpowiedzialny był Carlos Ezquerra, hiszpański rysownik pracujący z Millsem przy magazynie Battle Picture Weekly. Wagner dał Ezquerrze materiały promocyjne filmu Death Race 2000, pokazując postać graną przez Davida Carradine’a w czarnej skórzanej kurtce na motocyklu, jako sugestię do wyglądu Dredda. Ezquerra dodał od siebie elementy zbroi i łańcuchy, czemu przeciwny był początkowo Wagner, komentując iż postać wygląda jak „hiszpański pirat”. Skrypt Wagnera został przepisany przez Millsa i zilustrowany przez Ezquerrę. Czas i miejsce akcji zostały zaprojektowane dużo bardziej futurystyczne, niż oryginalnie było to zaplanowane.
Mills początkowo oparł Sędziego Dredda na jednym ze swoich wykładowców w St Joseph’s College w Ipswich, który był dobrym pedagogiem, ale jednocześnie restrykcyjnie wymagał dyscypliny - do tego stopnia, że uznany bywał za obelżywego. Z kolei obecni tam bracia szkolni byli istotną inspiracją dla nastawienia sędziów. Imię Dredda, Joseph nawiązywało do patrona szkoły.
W tamtym czasie z powodu kolejnych tarć i braku zgody co do ostatecznego kształtu postać nie pojawiła się w pierwszym numerze 2000 AD. Ostatecznie sędzia Dredd pojawił się w drugiem numerze pisma w historii napisanej przez wolnego strzelca Petera Harrisa, ze sporymi poprawkami Millsa i Gosnella, i narysowanej przez Mike’a McMahona.
Oryginalni twórcy – Wagner i Ezquerra wrócili do numeru #9 2000 AD z historią The Robot Wars, co przyczyniło się do wykreowania Dredda na najbardziej popularną postać w piśmie. Od tego momentu niemal w każdym numerze 2000 AD znaleźć można było historię z udziałem sędziego Dredda. Większość z nich napisał Wagner, zaś w latach 1980-1988 współscenarzystą był Alan Grant.
Popularność Dredda spowodowała w 1990 roku wypuszczenie na rynek brytyjski magazynu Judge Dredd Megazine całkowicie poświęconego uniwersum Dredda. Wagner skoncentrował się na scenariuszach do tego magazynu, zaś historie z postacią publikowane w 2000 AD zostały przekazane młodszym scenarzystom takim jak Garth Ennis, Mark Millar i Grant Morrison.
Sędzia Dredd był publikowany w paskach komiksowych w Daily Star w latach 1981-1998 oraz w Metro od stycznia do kwietnia 2004 roku.
W 2012 roku, Dredd był jedną z dziesięciu brytyjskich postaci komiksowych umieszczonych na serii znaczków pocztowych Royal Mail.

## Charakterystyka postaci
Joseph Dredd jest najsłynniejszym z ulicznych sędziów patrolujących miasto Mega-City One. On i jego brat Rico zostali sklonowani z pierwszego Głównego Sędziego Fargo. Dredd został wytrenowany do bycia perfekcyjnym oficerem – całkowicie oddanym idei prawa bezkompromisowym oskarżycielem, który nie waha się zabić każdego, kto łamie prawo. 
Najbardziej charakterystyczną cechą Dredda jest to, że nigdy nie została pokazana jego twarz bez hełmu. Początkowo było to nieoficjalną wskazówką, która wkrótce stała się naczelną zasadą. John Wagner wyjaśnił, że jest personifikacją sprawiedliwości, a ta nie może mieć konkretnej twarzy. Tylko jeden raz, numerze #8 2000 AD, Dredd ściągnął hełm, jednak jego twarz została zakryta wielką naklejką z napisem „cenzura”. 
W oryginalnym projekcie Carlos Ezquerra dał Dreddowi wielkie usta, „by nadać tajemnicy co do jego rasy”. Nie wszyscy artyści podążali tym tropem. Mike McMahon rysował Dredda jako osobę rasy czarnej, zaś Brian Bolland i Ron Smith rysowali go jako osobę rasy białej. Komiksy w 2000 AD na tym etapie nie były drukowane w kolorze i kwestia rasy Dredda pozostała niezauważona i ostatecznie zarzucona.
Czas w serii upływa w rzeczywistym czasie, co oznacza, że rok upływający w rzeczywistym świecie odpowiada takiemu samemu okresowi w świecie przedstawionym. Akcja w pierwszej historii z Sędzią Dreddem, opublikowana w 1977 roku, działa się w 2099 roku, a co za tym idzie 2019 rok publikacji odpowiada 2141 rokowi w świecie przedstawionym. Dredd w debiucie miał 38 lat, obecnie więc ma 80 lat. Alan McKenzie wyjaśnił, że „z każdym rokiem Dredd starzeje się o rok – w przeciwieństwie do Spider-Mana, który wciąż jest młodym studentem przez 25 lat!”. Zapytany w wywiadzie w Empire o ewentualną śmierć postaci, Wagner powiedział: „Jest wiele możliwości by to zakończyć, ale prawdopodobnie mnie przy tym nie będzie! Z rozkoszą bym to napisał, ale nie widzę, by to nadeszło. Zostawię scenariusz w moim testamencie”.

## Publikacje w Polsce
Pierwszym występem Dredda w Polsce był komiks Batman/Judge Dredd: Sąd nad Gotham wydany przez TM-Semic w 1993 roku. Pojedyncze historie z Sędzią Dreddem  były publikowane od 1998 roku przez Egmont Polska. Od 2016 roku komiksy w wydaniach zbiorczych regularnie wydaje po polsku Studio Lain. Jednocześnie wydawnictwo Ongrys publikuje od 2017 Sędzia Dredd. Kompletne Akta (ang. Judge Dredd Complete Case) zbierające wszystkie wydane historie z udziałem uniwersum Sędziego Dredda.